# بفن أطلسي

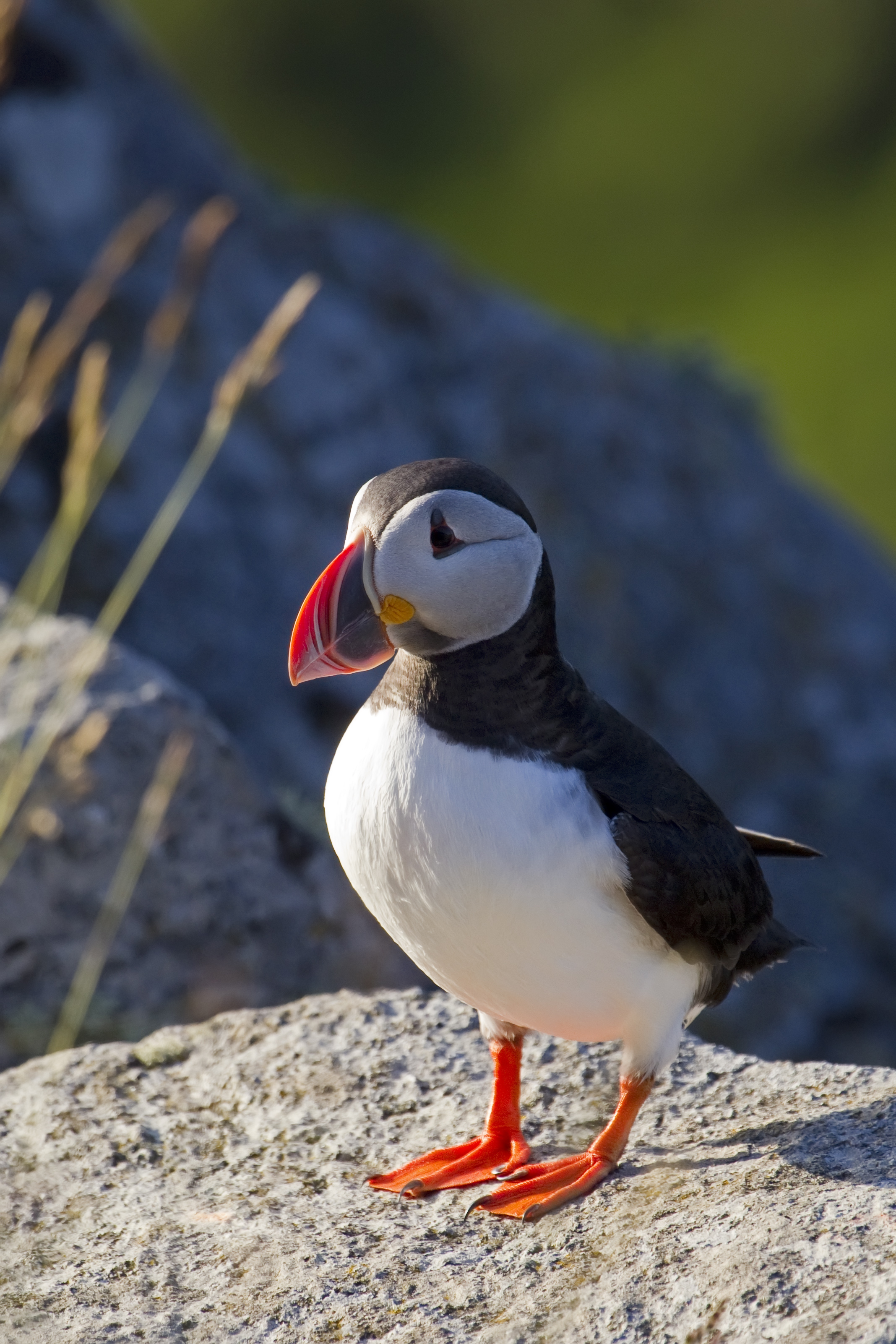

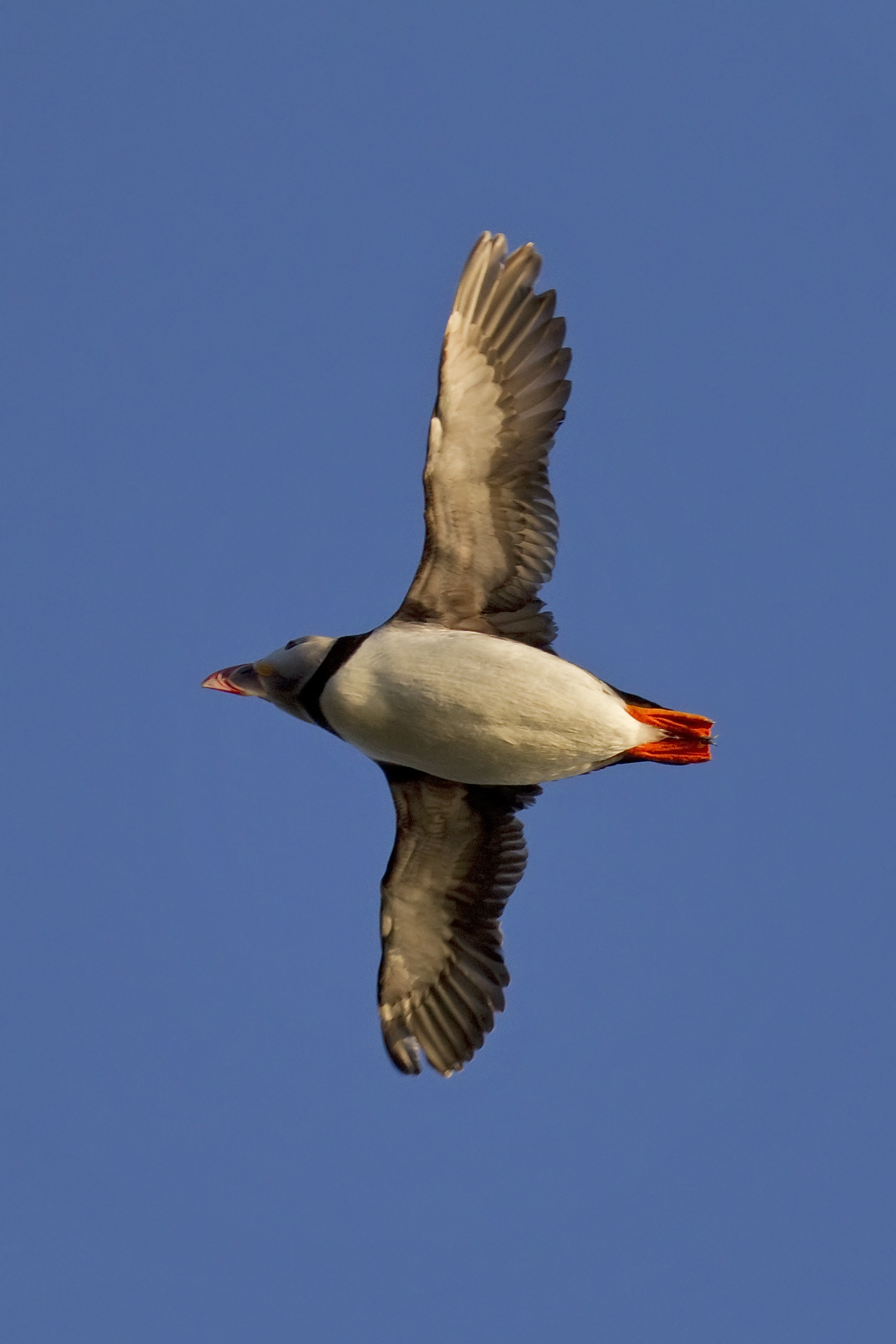

يعيش البَفَن المألوف أو البَفَن الأطلسي أو المقَّار الراهب أو مقَّار القُطب أو  الببغاء الغطّاس[بحاجة لمصدر] (الاسم العلمي:Fratercula arctica) في المناطق الباردة الشمالية للمحيط الأطلسي وفي منطقة القطب الشمالي. حجمه مثل حجم الحمامة ويصل اتساع جناحيه المفرودين نحو 50 سنتيمتر. يستطيع أيضا الطيران في الماء ويبني بيوته في أنفاق على السواحل الجبلية. يعيش معظم الصيف والخريف والشتاء في البحر منفردا، وعندما يأتي الربيع يتجمع بأعداد هائلة على الشواطئ الجبلية للتناسل. له صوت يشبه صوت المنشار.

## وصفه
يتميز البفن الأطلسي بمنقار مدبب عالي كنز يغلب علية اللون البرتقالي والأحمر. جانبي الرأس بيضاء وجزئه العلوي رمادي وكذلك يمتد لون الريش الرمادي فوق الظهر، أما البطن فلونها أبيض. الأرجل صفراء أو برتقالي وتوجد أغشية بين الأصابع مثل أرجل البط تساعده على السباحة والغطس.
الصغار منه يغلب عليهم اللون الرمادي وكذلك يكون لون منقار الصغار رمادي.
عندما يهبط البفن الأطلسي يكاد أن ينتصب في الهواء رأسيا ورجلاه إلى أسفل، يضرب الهواء بجناحيه ثم يسقط في الماء هبوطا غير هادئا على بطنه.

## طريقة معيشته
عندما يريد البفن الأطلسي الصيد يندفع ساقطا من الهواء في الماء بشدة ويستطيع الغطس إلى عمق نحو 60 متر، يستطيع البقاء تحت الماء نحو دقيقة كاملة. يواصل طيرانه في الماء بضرب جناحيه مندفعا ويلتقط ما يصادفه في طريقه من أسماك صغيرة وثعابين السمك. ويستطيع جمع عدد كبير منها في منقاره، يلصقها بلسانه في حلقه حيث توجد أشواك في حلقه تساعده على ذلك.

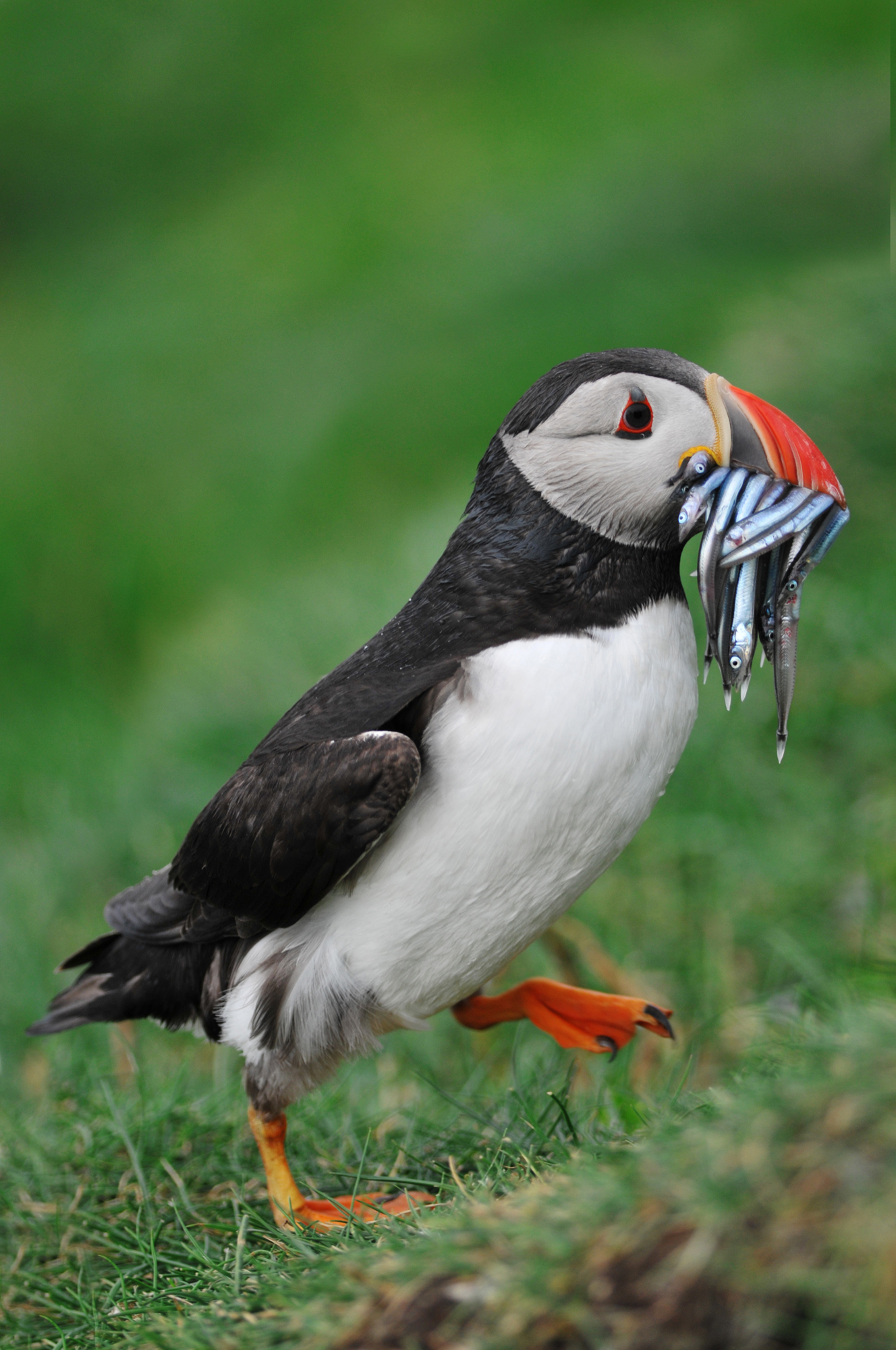

اسمه بالإنجليزية «بفن» وهو يعيش منفردا في شمال المحيط الأطلسي يقطع أحيانا مسافات كبيرة. تلك هي معيشته خلال فصول الصيف والخريف والشتاء يقطع خلالها مسافات تصل إلى 7700 كيلومتر. أو تراه فوق صفحة الماء يتماوج مع الأمواج ينظف ريشه. ويطير منخفضا فوق الماء بسرعة تصل إلى 80 كيلومتر في الساعة ويضرب الهواء بحناحيه 400 مرة في الدقيقة ولا يعلو كثيرا في الهواء.
عندما يأتي الربيع تتجه جموع غفيرة منه إلى الشواطئ حيث يزدحمون على التلال العالية على سواحل ايسلندا ونيوفاوندلاند (جزيرة) وجرينلاند وشمال اسكتلندا. لا يصلح كل شاطئ لمعيشته فيجب أن تتوفر مياه غنية بالأسماء وأن تكون التلال أيضا رخوة، حيث يبني البفن الأطلسي فيها عشه على هيئة جحر.
يعود البفن الأطلسي عادة إلى الشاطئ الذي نشأ فيه. ويحفر الزوجان حفرة تكون لها عشا. تضع الأنثى بيضة واحدة في الموسم، ويخرج الصغير من البيضة بعد 40 يوم. ينمو الصغير سريعا حيث تهتم الأم بتغذيته بالأسماك. وعندما يبلغ عمر الصغير 50 يوما يقفز من على الجبل مرة واحدة ويطير وينطلق ولا يعود. يأخذ طريقه إلى عرض المحيط حيث يقضي حياته منفردا هناك. وبعد خمسة أعوام يصبح بالغا للإنجاب فيتجه إلى الشاطيء الذي كانت نشأته عليه من أجل التناسل.
قام بعض الباحثين بجع عدد من الصغار بعد خروجهم من البيض مباشرة من جزيرة نيوفاوندلاند ونقلوهم إلى ولاية مين بأمريكا الشمالية، واعتنوا برعايتهم في أعشاش اصطناعية؛ في عام 1981، كان عدد أزواج البفن في ولاية مين 4 أزواج، وفي عام 2013، وصل عددهم إلى نحو 1000 بفن.

## بعض الصور

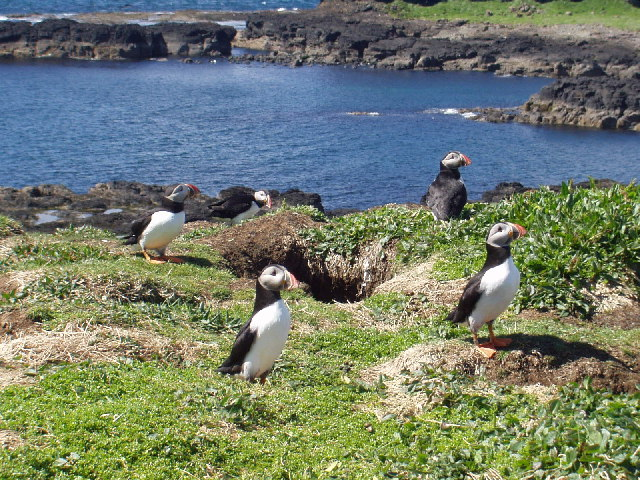
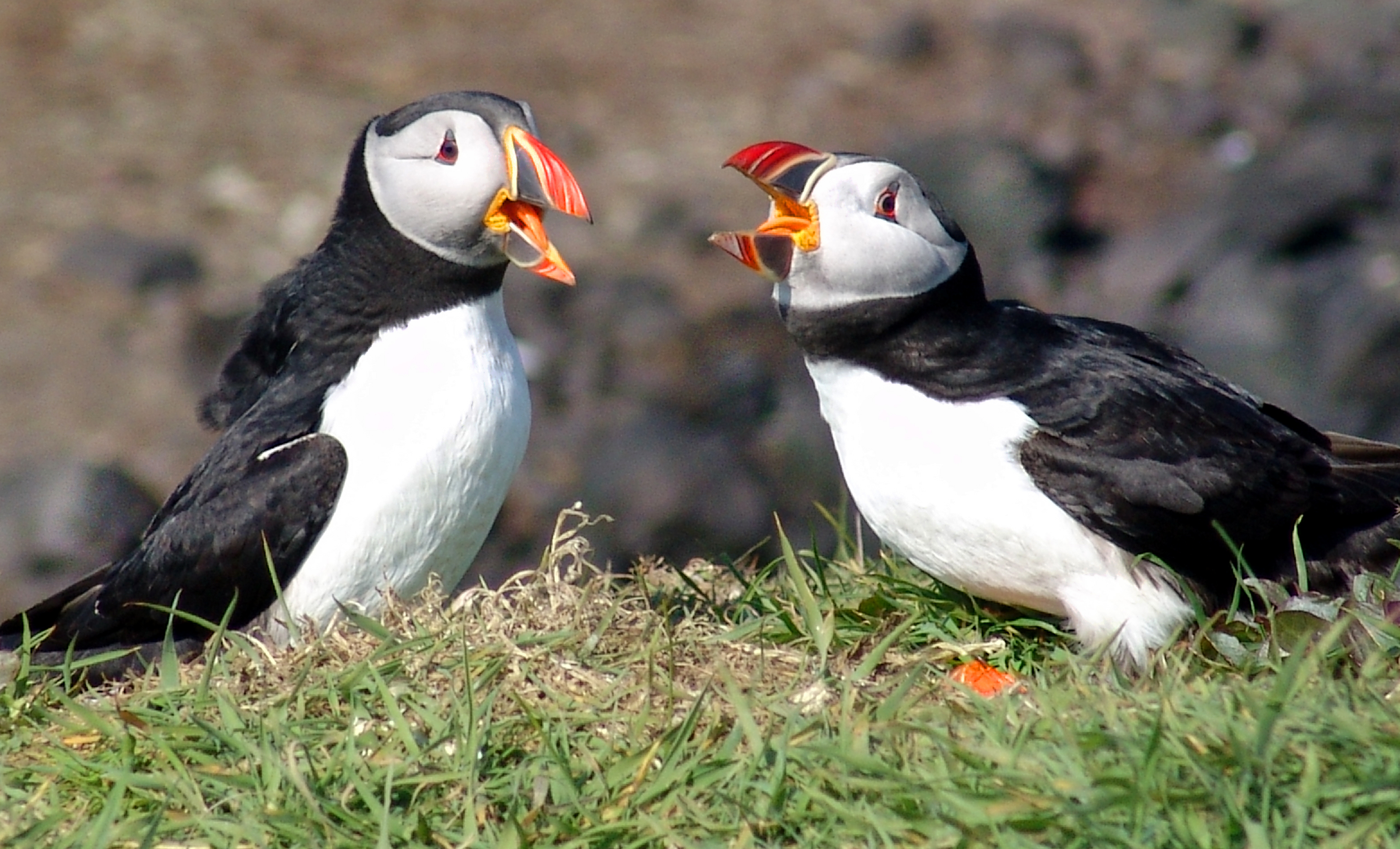
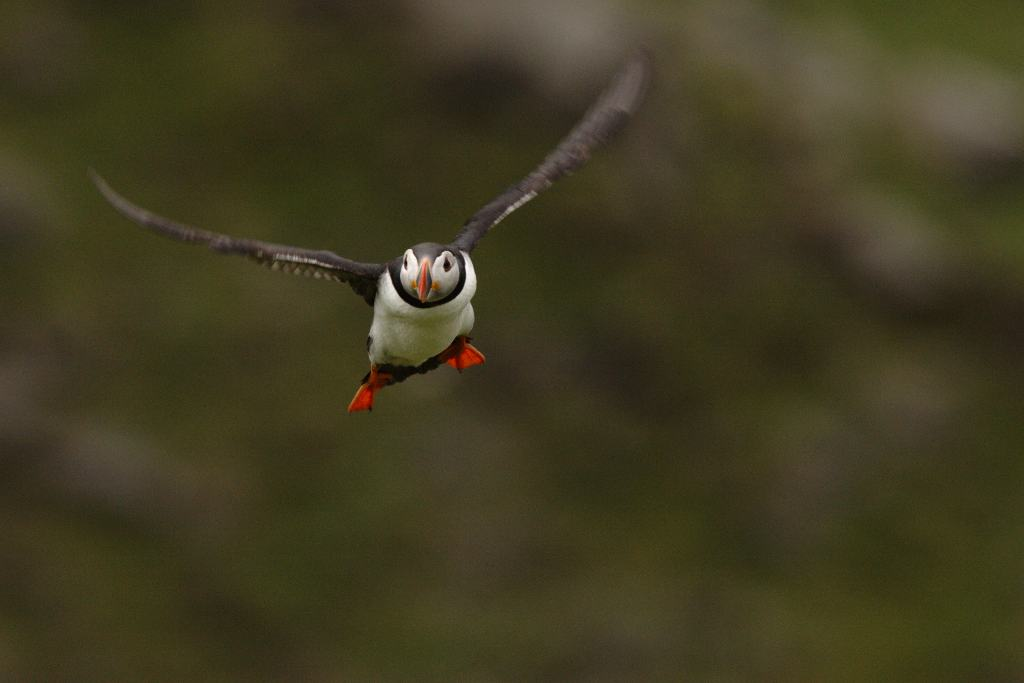
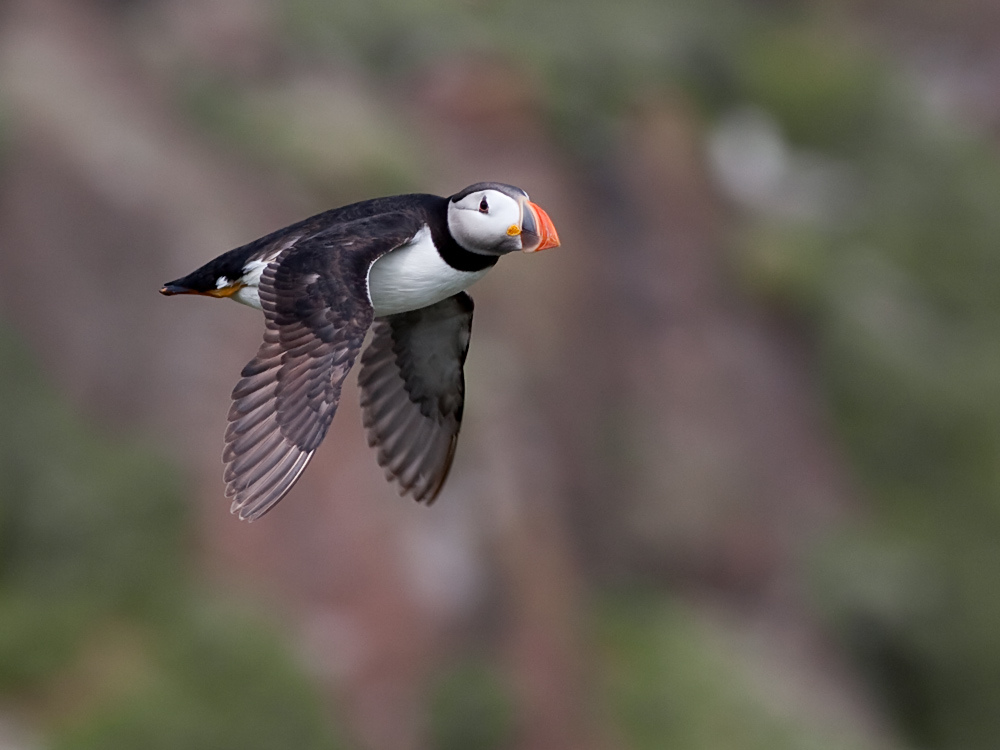
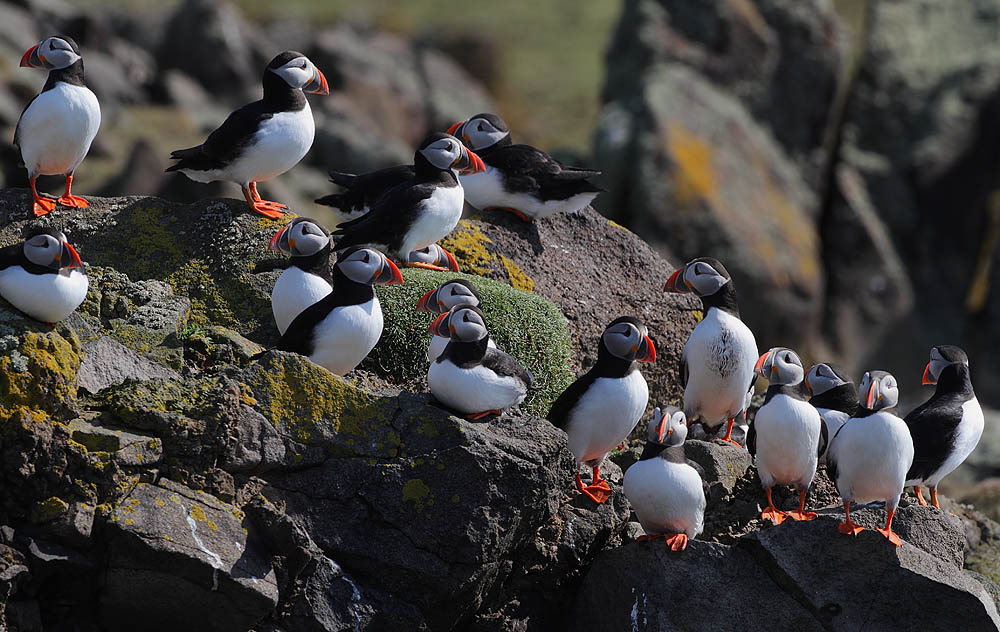
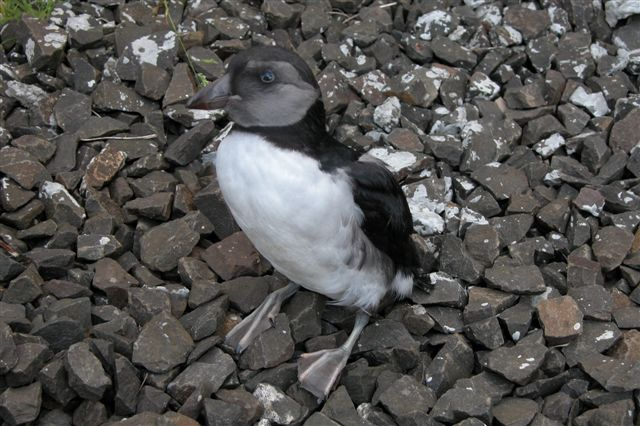
ببغاء بفن صغير
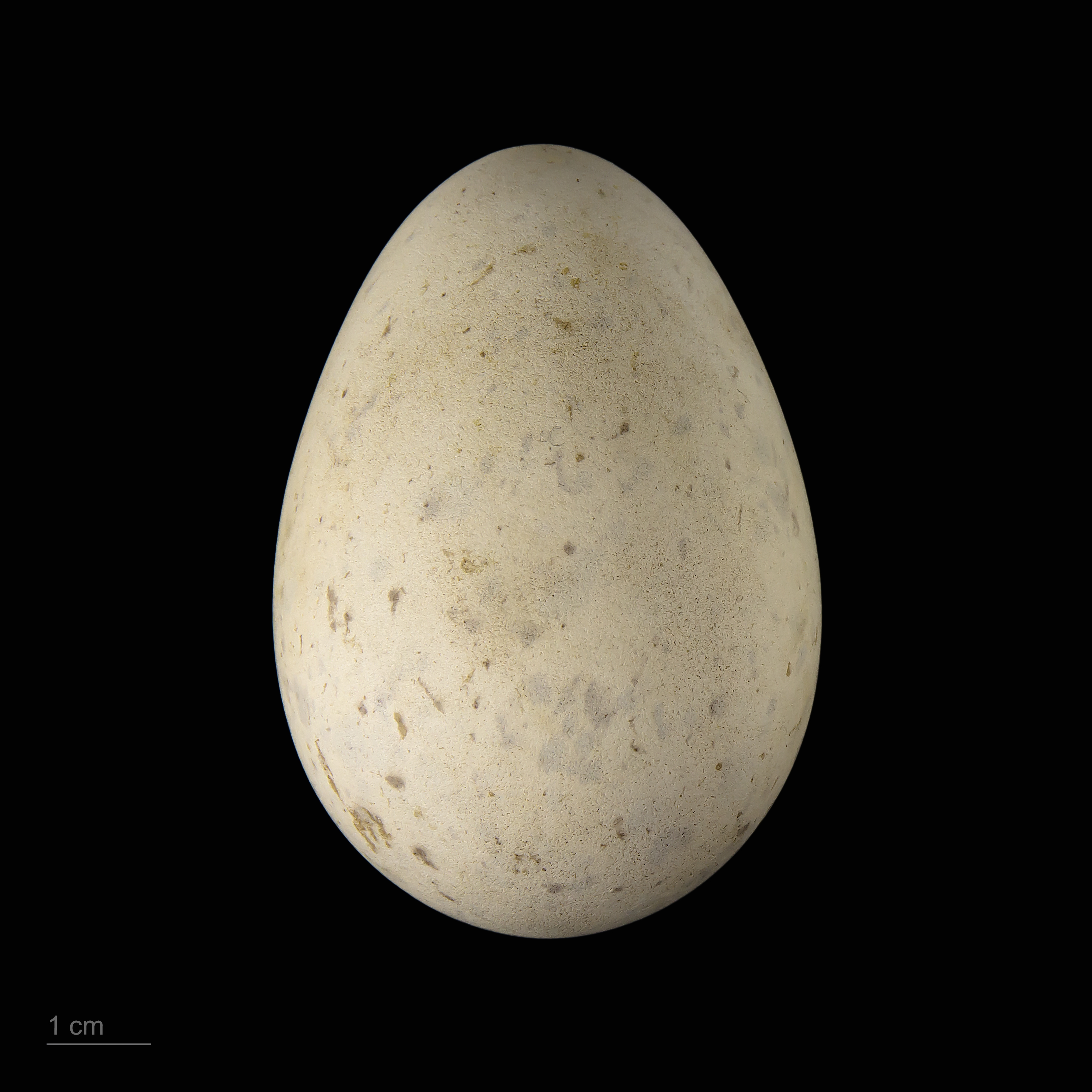
Museum specimen

## اقرأ أيضا
- ببغاء مزركش
- عصفور
- ببغاء